# Масленников, Ярослав Александрович
Яросла́в Алекса́ндрович Ма́сленников (23 апреля 1982, Рыбинск, РСФСР) — белорусский хоккеист-защитник. Выступает за клуб белорусской Экстралиги «Металлург Жлобин».
Воспитанник СДЮШОР города Рыбинск. Мастер спорта.
Выступал за «Торпедо-2» (Ярославль) (1998—1999), «Полимир» — «Химик-СКА» (Новополоцк) (2000—2003, 2004—2005), «Динамо» (Минск) (2003—2005), «Гомель» (с 2005).
В составе национальной сборной Белоруссии провел 13 матчей (2 передачи).